# Schizopera bradyi
Schizopera bradyi is een eenoogkreeftjessoort uit de familie van de Miraciidae. De wetenschappelijke naam van de soort is voor het eerst geldig gepubliceerd in 1975 door Soyer.